# Nags Head
Nags Head est une ville américaine située dans le comté de Dare dans l'État de Caroline du Nord. En 2010, sa population était de 2 757 habitants.

## Démographie
| 1970 | 1980  | 1990  | 2000  | 2010  | - |
| ---- | ----- | ----- | ----- | ----- | - |
| 414  | 1 020 | 1 838 | 2 700 | 2 757 | - |

## Source de la traduction
- (en) Cet article est partiellement ou en totalité issu de l’article de Wikipédia en anglais intitulé « Nags Head, North Carolina » (voir la liste des auteurs).